# Maladies héréditaires du collagène
Les maladies héréditaires du collagène ou collagénopathies  regroupent les maladies par mutation d'un des gènes codant le collagène.
Les manifestations principales sont : des anomalies osseuses, des articulations, de la peau, des vaisseaux, de la taille ou du visage.
Le tableau ci-dessous résume les principales maladies :
| Gène                   | Phénotype                                                                       | Numéro MIM           | Transmission                        | Fréquence |
| ---------------------- | ------------------------------------------------------------------------------- | -------------------- | ----------------------------------- | --------- |
| COL1A1-COL1A2          | Ostéogenèse imparfaite                                                          | 130060               | Le plus souvent dominante           |           |
| COL1A1-COL1A2          | Syndrome d'Ehlers-Danlos type arthro-chalasique                                 | 130060               | Dominante                           |           |
| COL2A1                 | Syndrome de Stickler                                                            | 604841               | Dominante                           |           |
| COL2A1                 | Collagénopathies type II                                                        |                      | Dominante                           |           |
| COL2A1                 | Dysplasie spondylo-épimétaphysaire type Strudwick                               | 184250               | Dominante                           |           |
| COL3A1                 | Syndrome d'Ehlers-Danlos type vasculaire                                        | 130050               | Dominante                           |           |
| COL4A3-COLA4-COLA5     | Syndrome d’Alport                                                               | 203780 104200 301050 | Dominante Récessive Récessive à l'X |           |
| COL4A3-COLA4-COLA5     | Néphropathie à membrane basale fine                                             | 203780 104200 301050 | Dominante Récessive Récessive à l'X |           |
| COL5A1                 | Syndrome d'Ehlers-Danlos type classique                                         | 130000- 130010       | Dominante                           |           |
| COL6A1- COL6A2- COL6A3 | Myopathie de Bethlem                                                            | 158810               | Dominante                           |           |
| COL6A1- COL6A2- COL6A3 | Dystrophie congénitale musculaire d'Ullrich                                     | 254090               | Récessive                           |           |
| COL7A1                 | Épidermolyse bulleuse dystrophique                                              | 132000               | Dominante                           |           |
| COL7A1                 | Épidermolyse bulleuse dystrophique autosomique récessive type Hallopeau-Siemens | 226600               | Récessive                           |           |
| COL9A1-COL9A2-COL9A3   | Dysplasie épiphysaire multiple                                                  | 600204               | Dominante                           |           |
| COL10A1                | Chondrodysplasie métaphysaire type Schmid                                       | 156500               | Dominante                           |           |
| COL11A1                | Syndrome de Stickler                                                            | 604841               | Dominante                           |           |
| COL11A1                | Syndrome de Marschall                                                           | 154780               | Dominante                           | Très rare |
| COL11A2                | Syndrome de Stickler                                                            | 604841               | Dominante                           |           |
| COL11A2                | Syndrome de Weissenbacher Zweymuller                                            | 277610               | Dominante                           |           |
| COL11A2                | Dysplasie oto-spondylo-mégaépiphysaire                                          | 215150               | Récessive                           |           |
| COL17A1                | Épidermolyse bulleuse jonctionnelle                                             | 226650               | Récessive                           |           |
| COLQ                   | Myasthénie congénitale                                                          | 603034               | Récessive                           |           |

## Sources
- * (en) GeneReviews at GeneTests: Medical Genetics Information Resource (database online). Copyright, University of Washington, Seattle. 1997-2005. .